# ميجيل أنجيل سواريز
ميجيل أنجيل سواريز هو ممثل بورتوريكي، ولد في 5 يوليو 1939 في بورتوريكو، وتوفي بنفس المكان في 1 أبريل 2009.

## أعمال

### أفلام
- (2008) تشي[3]

## وصلات خارجية
- ميجيل أنجيل سواريز على موقع IMDb (الإنجليزية)
- ميجيل أنجيل سواريز على موقع قاعدة بيانات الفيلم (الإنجليزية)